# Иваненко, Владимир Александрович
Владимир Александрович Иваненко (12 января 1954, Керчь, СССР — 15 октября 2006, Киев, Украина) — основатель первого в СССР негосударственного эфирно-кабельного телевидения (1988 год), инициатор и организатор первого непосредственного спутникового вещания с территории бывшего СССР (1994 год, «Международный славянский канал»), основатель телекомпаний «ТОНИС» и «ТЕТ», продюсер, общественный деятель.

## Биография

### Образование
Родился в семье кадрового военного. С 1961 по 1971 учился в средней школе города Симферополь. В 1974 поступил в Николаевский кораблестроительный институт имени С. О. Макарова, который успешно окончил в 1980.

### Карьера
После окончания Николаевского кораблестроительного института работал в Центральном научно-исследовательском институте технологии судостроения (ЦНИиТС). Этот период отмечен несколькими авторскими свидетельствами на новаторские разработки в области судостроения. Затем несколько лет жизни посвятил работе в уголовном розыске областного отдела МВД города Николаева; ушёл с должности следователя, в чине капитана, увлёкшись беспрецедентной в те годы, идеей создания на территории СССР негосударственного телевещания.

### Независимое телевидение
В 1987—1988 вместе с супругой Валерией Владимировной Иваненко полностью посвятил свою деятельность организации первого в СССР негосударственного кабельного телевидения. Добившись встречи в Советском фонде культуры с Раисой Максимовной Горбачёвой и академиком Дмитрием Сергеевичем Лихачёвым, смог убедить их оказать поддержку идее создания в СССР первого негосударственного кабельного телеканала.
13 февраля 1988, в качестве эксперимента, в городе Николаеве начал вещание «Молодёжный видеоканал» на базе николаевского городского комитета комсомола. Владимир Александрович Иваненко стал первым директором канала. В конце 1988 «Молодёжный видеоканал», по инициативе В. А. Иваненко, выйдя из-под опеки горкома комсомола, был переименован в Творческое объединение новых информационных систем (ТОНИС). В начале 1990 студия кабельного телевидения «ТОНИС» начинает вещание в эфире с собственного передатчика мощностью 1 киловатт, который был установлен на вышке прежде использовавшейся КГБ в качестве глушителя сигналов зарубежных радиостанций. Спустя полгода эфирная телекомпания «ТОНИС» из Николаева переезжает в Киев и переименовывается в телекомпанию «ТЭТ-а-ТЭТ» (Tонис-Энтер-Tелевидение). В 1991 во время ГКЧП николаевский «ТОНИС» был для николаевцев единственным островком независимого вещания. В тот период в Николаеве началась подготовка сюжетов под общим названием «Взгляд из подполья» для популярной молодёжной программы московской студии Останкино — «Взгляд».
Являясь бессменным президентом всесоюзной телекомпании «ТОНИС», в начале 1992 Владимир Александрович инициировал проведение в городе Харьков первого съезда независимых телекомпаний под лозунгом «За охрану авторских прав». На этом съезде было создано «Межгосударственное объединение ТОНИС». Его президентом единогласно избирается Иваненко, которому удалось объединить под единой маркой «ТОНИС» более восьмидесяти кабельных и эфирных телекомпаний из разных регионов бывшего Советского Союза. Возникли крупные региональные центры «ТОНИС»: «ТОНИС-Юг» (Николаев), «ТОНИС-Центр» (Харьков) «ТОНИС-Азия» (Ташкент), «ТОНИС-Оренбург», «ТОНИС-Владивосток», «ТОНИС-Тюмень»…
В 2002 возглавил правление Агентства по защите авторских и смежных прав «Гарант-Медиа-Интернешнл», официально представлявшего российские телевизионные каналы «Первый канал. Всемирная сеть» и «Москва — Открытый мир» на территории Украины.

### Продюсерская деятельность
Являлся одним из первых независимых продюсеров на территории бывшего СССР. Продюсировал такие фильмы как «Страсти по Владимиру», «Зимняя вишня 2», «Мужские игры». Так же был одним из инициаторов и организаторов проведения на Красной площади в Москве шоу легендарного Пьера Кардена. В 1993 Владимир Александрович и Валерия Владимировна Иваненко организовали и успешно провели первый международный фестиваль телевизионных программ (МФТП) «Бархатный сезон», всего было проведено 10 фестивалей.

### Международный славянский канал
В течение 16 лет до последнего дня он занимался реализацией проекта «Международный славянский канал» (МСК). Получив специальное разрешение правительства Украины, через арендованный у Международной космической организации спутник Eutelsat, в декабре 1994 коллектив который возглавлял В. А. Иваненко при содействии украинского Концерна РРТ, начал, и впервые в странах СНГ успешно осуществил, непосредственное спутниковое вещание на европейский континент, Северную Африку и Ближний Восток. Контентом этой новации стали программы «МСК».
Самое важное для Украины сегодня — «пробить» информационное пространство, то есть найти средства, чтобы создать наземную сеть приёма в Европе и ближнем зарубежье.
Центром вещания МСК избран Киев — древнейшая славянская столица. Украина достаточно авторитетна в Европе и само собой напрашивается решение сделать в Киеве крупнейшую информационную систему европейского масштаба.
Международный Славянский канал — это реальная возможность для нашей страны выйти на международную информационную арену, сделать себя известной всему миру не только шароварами, веночками и гопаком, но и щедростью, самобытностью, одарённостью нашего народа, красотой и богатством нашей страны. Научившись ценить себя, уважать свою страну, мы заставим ценить и уважать нас весь мир.
Нам кажется, что создание подобного международного телевизионного центра в Украине, имеющего реальное политико-экономическое влияние в странах Европы, может не только поднять авторитет Украины в мире, но и привлечь в страну столь необходимые ей инвестиции.
Наличие независимого спутникового канала на территории Европы упрочит связи с диаспорой и станет источником объективной информации об Украине.
… моя мечта: чтобы в любом городе планеты любая семья имела возможность нажать кнопку телевизора и смотреть наш канал. Я верю, что когда-нибудь это случится. 
Владимир Александрович отклонил предложение Союза нефтегазопромышленников России об осуществлении вещания канала с территории России. Он до конца своих дней был убеждён в том, что Международный Славянский канал, как площадка для объединённого вещания 13-ти независимых государств, должен находиться на территории Украины. Появление в эфире нового тематического канала стало заметным событием в жизни международного телевещания, что было подтверждено и наиболее престижным конгрессом телеиндустрии — европейским Форумом по телевидению, который проходил в октябре 1995 в Риме. О состоявшемся на форуме докладе по этому вопросу сообщили большинство мировых информационных агентств.
В 1993 Владимир Александрович и Валерия Владимировна Иваненко организовали и успешно провели первый международный фестиваль телевизионных программ (МФТП) «Бархатный сезон», всего было проведено 10 фестивалей. С начала 2006 года и до самой кончины В. А. Иваненко, оставаясь почётным президентом созданной им телекомпании ТОНИС, являлся генеральным директором компании Slavonic Channel International (SCI), обновлённую концепцию вещания которой он разрабатывал вместе с В. В. Иваненко с 2005.
В своей книге «Телевидение de facto» известный теоретик телевидения И. Г. Мащенко писал: «Это был прорыв в области космического телевещания на территории бывшего СССР. Вещание велось в течение полугода (с 14 декабря 1994 по 15 мая 1995) на Европу, Северную Африку и Ближний Восток — в общей сложности на территорию с населением в 550 миллионов человек». Экспериментальное вещание МСК осуществлялось на средства автора проекта. На пути его дальнейшей реализации стали два препятствия: отсутствие в стране благоприятного климата для привлечения долгосрочных зарубежных инвестиций и очень высокая на тот момент стоимость технологий, позволяющих каналу вещать на различных языковых звуковых дорожках, что снижало привлекательность проекта при распространении его на территории других государств и непременно сказалось бы на коммерческой составляющей столь глобального проекта. Все это заставило авторов приостановить вещание МСК. При этом экспериментальное вещание, длившееся шесть месяцев, подтвердило возможность Международного славянского канала занять заметные позиции среди тематических проектов, адресованных зрителям всего мира. Кроме того, создатели проекта убедились в том, что МСК не должен ориентироваться только лишь на славянские страны и славянскую диаспору. Наибольшее количество положительных откликов на появление нового эксклюзивного тематического канала с информационно-познавательным программным наполнением было получено в те годы не из славянских стран: Франции, Англии, Италии, Португалии, Германии, Израиля, Австралии, США.
Вплоть до 2003 Владимир Александрович занимался организацией и проведением Международного фестиваля телевизионных программ «Бархатный сезон», оставаясь на должности президента созданной им телекомпании ТОНИС. С начала 2006 года и до самой кончины В. А. Иваненко генеральный директор компании Slavonic Channel International (SCI), обновлённую концепцию вещания которой разрабатывал с 2005. Похоронен на Байковом кладбище (участок 33, рядом с другом, режиссёром-мультипликатором Владимиром Дахно).

### Награды и премии
- 2000 — Член Международной Академии телевидения и радиовещания;
- 2001 — Член Евразийской Академии Телевидения;
- 2002 — Лауреат премии «Прометей-престиж»[3] Общенациональной программы «Человек года — 2002» (МТФ «Бархатный сезон») в номинации «Культурный проект года» — как автор и организатор проекта.